# Mấy dặm sơn khê
"Mấy dặm sơn khê" là một ca khúc tiếng Việt nổi tiếng do nhạc sĩ người Việt Nam là Nguyễn Văn Đông sáng tác năm 1960 tại Việt Nam Cộng hòa. Bài hát có nội dung diễn tả tâm tình của một người lính đã quân hành khắp chốn non ngàn, ước mong niềm hạnh phúc giản dị nhưng luôn bền chí chiến đấu vì lòng yêu nước không phai mờ, để tiếp nối truyền thống cha anh suốt chiều dài lịch sử. Nhiều nghệ sĩ hàng đầu đã trình bày ca khúc này như Trần Văn Trạch, Thái Thanh, Hùng Cường, Hà Thanh,...

## Hoàn cảnh sáng tác
Ca khúc "Mấy dặm sơn khê" được Nguyễn Văn Đông sáng tác vào năm 1960 khi đang là sĩ quan cấp Đại úy dưới thời Đệ Nhất Cộng hòa Việt Nam. Thời gian trước, ông đã cho ra đời một số ca khúc tâm tình của người lính dưới nghệ danh Vì Dân như "Phiên gác đêm xuân", "Chiều mưa biên giới",....Tác giả từng giải đáp thắc mắc về hình ảnh "sơn khê", rằng do phần lớn thời gian ông dành cho tác chiến, dọc ngang các vùng chiến thuật, hồi năm 1954 có cả vùng thượng du rừng núi miền Bắc Việt Nam, nên "sơn khê" có thể chỉ rừng núi cao nguyên miền Trung hay Thất Sơn miền Tây Nam Bộ nơi tác giả từng sống và chiến đấu.
Năm 1960, bài này lần đầu được thu vào dĩa hát, rồi sang năm 1961 thì được công diễn trong một đại nhạc mang tên Trăm Hoa Miền Nam với phần chủ tọa của Đệ nhất phu nhân Trần Lệ Xuân.

## Nội dung
"Mấy dặm sơn khê" có nội dung diễn tả tâm tình của người trai thế hệ đã chinh chiến qua nhiều chốn rừng sâu núi thẳm ("tóc tơi bời, lộng gió bốn phương"), chất chứa trong lòng ước vọng hòa bình ("mùa xuân tươi sang"), mong cầu hạnh phúc giản dị ("chung mái nhà tranh") nhưng luôn giữ vững chí khí chiến đấu bằng lòng yêu nước không bao giờ "mờ xóa", rằng "nghìn sau" phải nối tiếp truyền thống đấu tranh của các thế hệ cha anh "nghìn xưa".
Tác phẩm theo điệu slow, được tác giả soạn ở cung Đô trưởng thể hiện ý đồ nghệ thuật muốn diễn tả tinh thần tươi sáng của tác phẩm. Bốn câu đâu từ "Anh đến thăm..." đến "...nối nghìn xưa" dù không ghi chú gì về cách thể hiện nhưng các nghệ sĩ vocal thường ad lib tùy nghi, hòa cùng tiếng dương cầm đệm rải rác, đến khi kết đoạn này thì dàn nhạc mới bắt đầu vào nhịp. Cả phân khúc 1 có tám câu được phân định làm hai đoạn, mỗi đoạn bốn câu với lời đầy chất thơ đối nhau; phần nhạc giữa hai đoạn hầu như tương đồng, chỉ khác biệt ở liên ba "mưa khuya..." - "mùa xuân..." và liên ba - nốt trắng có chấm dôi là "...nối nghìn xưa - "...mái nhà tranh". Phần điệp khúc từ "Anh như ngàn gió..." đến "...nốt tơ duyên" không gì khác là một phần ad libitum tự do như đã chú rõ trong nhạc bản, nhiều quãng lên bổng xuống trầm hết sức bay bổng "lộng gió", yêu cầu người hát phải có làn hơi tốt.
Điểm đáng chú ý trong tác phẩm là hai lần dùng từ "ngàn" và cũng hai lần dùng từ "nghìn" nhưng không có sự tương đồng ngữ nghĩa thông dụng là đơn vị đếm, mà là "ngàn" với nét nghĩa từ chốn rừng núi. Theo nhà ngôn ngữ học Hoàng Xuân Hãn, "ngàn" ngoài biến âm từ chữ "ngạn" (nghĩa là bờ), thì còn biến âm từ chữ "nguyên" (nghĩa là nguồn), trong khi nguồn thì ở sâu trong núi rừng xa xôi, nên "ngàn" còn có nghĩa là rừng núi ở xa. Với tư cách là một lính chiến thì Nguyễn Văn Đông viết "ngàn chốn sơn khê" hay "ngàn gió" là hợp nghĩa với cảnh sống nơi rừng sâu núi thẳm.
Ở phân khúc 2, phần nhạc hai câu từ "Khoác lên...." đến "...mong manh" lặp lại hai câu đầu bài ở phiên khúc đầu ("Anh đến thăm..." đến "...chốn sơn khê"), cũng như hai câu "Anh hỡi anh..." đến "...tiếp nghìn xưa" lặp lại hai câu cuối của phiên khúc đầu ("Anh đến đây..." đến "...mái nhà tranh"). Để kết thúc bài hát, tác giả gửi gắm ước vọng lòng mình vào điểm nhấn là cụm từ "nghìn sau tiếp nghìn xưa", trong đó từ "nghìn" đã diễn đạt ý nghĩa chiều dài lịch sử.

## Sự cố
Tháng 11 năm 1961, bài này bị Bộ Thông tin cấm phổ biến với lý do gây bất lợi cho cuộc chiến, chung số phận với bài "Chiều mưa biên giới" (và hai bài nữa cùng lúc đó hoặc nối tiếp sau đó, là "Phiên gác đêm xuân" và "Nhớ một chiều xuân"). Bộ Quốc phòng kỷ luật tác giả 15 ngày trọng cấm và cấm chỉ sự hiện diện trong tất cả sinh hoạt ca nhạc tại địa điểm công cộng, đồng thời đình chỉ thăng hàm trong vòng hai năm kế tiếp.
Thời gian sau đó, tác giả đã thay thế nhiều câu từ trong bài này để tạo ra lời 2 và được phép lưu hành trở lại, chi tiết trong bảng dưới đây:
| STT | Lời chưa sửa (lời 1)                            | Lời đã sửa (lời 2)                              | Giải thích |
| --- | ----------------------------------------------- | ----------------------------------------------- | --- |
| 1   | "Bèo trôi theo sóng đưa, hiến thân đời gió bụi" | "Hồn thiêng của núi sông kết trong lòng thế hệ" | Thế hình ảnh khác |
| 2   | "mùa thắm không sang"                           | "mùa thắm chưa sang"                            | Đổi nghĩa khác |
| 3   | "Mấy ai ra đi hẹn về"                           | "Nhớ ai ra đi hẹn về"                           | Lời 1 lấy ý câu "Cổ lai chinh chiến kỷ nhân hồi" (dịch ý: Từ xưa đến nay, người đi chinh chiến có mấy ai trở về) trong bài thơ Đường "Lương Châu từ" của Vương Hàn. |
| 4   | "Chít lên vành tang trắng"                      | "Khoác lên vòng hoa trắng"                      | Thế hình ảnh vành khăn tang trên đầu quả phụ của tử sĩ bằng hình ảnh binh sĩ khoác vòng hoa chiến thắng lúc khải hoàn                                               |

## Biểu diễn
Năm 1960, nghệ sĩ Trần Văn Trạch và nữ ca sĩ Lệ Thanh là hai người đầu tiên thu âm bài này vào đĩa 45 vòng của hãng Tân Thanh. Trần Văn Trạch hát bằng giọng miền Nam Việt Nam kết hợp làn hơi Bình bán của cải lương.
Năm 1961, tại đại nhạc hội Trăm Hoa Miền Nam ở rạp Hưng Đạo, Sài Gòn,
 Nguyễn Văn Đông đã song ca cùng nữ ca sĩ Thái Thanh với dàn đại hòa tấu có nhạc sĩ Lê Thương đánh nhịp, nhạc trưởng Nghiêm Phú Phi đệm dương cầm dạo đầu.
Năm 1962, Hùng Cường ca "Mấy dặm sơn khê" trong cuộc tuyển lựa ca sĩ do đài phát thanh Sài Gòn tổ chức tại rạp Thống Nhất. Chất giọng của ông được nhận xét là ngọt, biểu cảm sự ngậm ngùi, lại thể hiện được chất "lộng gió" như lời bài hát, dũng mãnh mà không gào thét. Sau này ông có thu lại vào dĩa Continental năm 1968. Bản thân nhạc sĩ Nguyễn Văn Đông trong thư gửi nghệ sĩ Quỳnh Giao đã đánh giá Hùng Cường là người biểu diễn bài này thành công nhất.
Ngoài ra còn có các giọng ca Hà Thanh và Tuyết Mai trình bày "Mấy dặm sơn khê" cũng được tán thưởng.
Năm 1974, Thái Thanh đơn ca vào băng Sơn Ca 10 - Tiếng hát Thái Thanh và ban hợp ca Thăng Long được phát hành năm 1975. 
Khoảng năm 1985-86, Hà Thanh khi này ở Hoa Kỳ đã thâu âm lại vào cuốn băng đơn ca Giáng Ngọc 2 - Khúc tình ca xứ Huế.
Năm 2009, Thanh Tuyền hát bài này trong chương trình Paris By Night 96. Năm 2018, con gái của Thái Thanh là Ý Lan đã biểu diễn bài này trong chương trình Paris By Night 125 tưởng niệm Nguyễn Văn Đông.